# Поповка (Хвалынский район)
Поповка — село в Хвалынском районе Саратовской области России, в составе сельского поселения Елшанское муниципальное образование. Население — 341 (2010).

## История
В Списке населённых мест Российской империи по сведениям за 1859 год упоминается как казённое село Поповка Хвалынского уезда Саратовской губернии, расположенное при речке Терешка по левую сторону тракта из квартиры первого стана в квартиру второго стана на расстоянии 20 вёрст от уездного города. В населённом пункте имелось 240 дворов, проживали 739 мужчин и 767 женщин, имелась православная церковь.
Согласно переписи 1897 года в селе проживали 2007 жителей (943 мужчины и 1064 женщины), из них православных — 1365, старообрядцев (беглопоповцы и беспоповцы) — 639.
Согласно Списку населённых мест Саратовской губернии 1914 года село Поповка относилось к Елшанской волости. По сведениям за 1911 год в селе насчитывалось 400 дворов, проживали 2067 приписанных жителей (1050 мужчины и 1017 женщин). В селе проживали преимущественно бывшие государственные крестьяне, великороссы, составлявшие одно сельское общество. В деревне имелись православная церковь и церковно-приходская школа.

## Физико-географическая характеристика
Село находится в пределах Приволжской возвышенности, являющейся частью Восточно-Европейской равнины, на левом берегу реки Терешка на высоте около 80 метров над уровнем моря. Почвы — чернозёмы остаточно-карбонатные.
Село расположено примерно в 22 км по прямой в северо-западном направлении от районного центра города Хвалынска. По автомобильным дорогам расстояние до районного центра составляет 25 км, до областного центра города Саратов — 250 км. Примерно в 2 км по прямой расположена железнодорожная станция Кулатка (линия Сызрань — Сенная).

### Часовой пояс
Поповка, как и вся Саратовская область, находится в часовой зоне МСК+1. Смещение применяемого времени относительно UTC составляет +4:00.

## Население
| Годы      | 1859 | 1897 | 1911 | 2002 |
| --------- | ---- | ---- | ---- | ---- |
| Население | 1516 | 2007 | 2067 | 375  |

| 2002 | 2010 |
| ---- | ---- |
| 375  | ↘341 |

### Национальный состав
Согласно результатам переписи 2002 года русские составляли 94 % населения села.

## Достопримечательности
В 2009 студенческая экспедиция Саратовского государственного университета обнаружила в Поповке деревянный дом с росписями начала XX века, уникальными по своей сохранности, размерам и качеству. Росписи занимают стены и потолок двух небольших комнат, на них изображены святой Георгий, а также, предположительно, символы четырёх евангелистов и святой Трифон. Вероятно, росписи были сделаны в 1910-х годах, когда дом принадлежал хозяевам-старообрядцам. Дом находился под угрозой сноса, но в 2011 искусствовед из Санкт-Петербурга Юлия Терехова выкупила его у хозяев с намерением сохранить росписи. В 2013 году в Поповке был открыт частный «Музей монументальной народной живописи „Дом со львом“». В музее проходят волонтёрские лагеря, в 2014 был построен небольшой культурный центр «Новый дом», позволивший проводить в селе выставки, лекции и различные мероприятия.